# 梅田勝
梅田 勝（うめだ まさる、1927年8月14日 - 2017年8月2日）は、日本の政治家。衆議院議員（日本共産党公認）を3期つとめた。

## 来歴
1927年に京都府京都市に生まれる。高等小学校卒業後、島津製作所に勤務。1948年に島津製作所紫野工場細胞で入党。その後、党職員となり、京都府中丹地区委員長、北地区委員長、府常任委員、府副委員長などを歴任。第11回党大会（1970年）で准中央委員となる。
1972年の衆議院議員選挙（旧京都1区）で初当選。この選挙では定数5人に8人が立候補する激戦となったが、梅田と同じく共産党公認の谷口善太郎も立候補し共に当選（谷口はトップ当選）を果たす。共産党が中選挙区時代、1選挙区から複数の当選者を出したのはこれが初めてであった。
1974年に谷口が死去した後は、藤原ひろ子とともに旧京都1区から立候補を続け、1976年には落選したが、1979年の第35回衆議院議員総選挙で返り咲き、藤原とともに複数議席を確保した。その後、1980年には藤原、1983年には梅田、1986年には藤原と、1人のみの当選が続き、3期務めた後の1990年の衆議院議員選挙では藤原もともに敗れ、以後旧京都1区は穀田恵二が後継候補となった。また、落選中の1978年には参議院補欠選挙に立候補している。
衆議院議員としては、運輸委員、社会労働委員を務めた。また、党内では第14回党大会（1977年）で中央委員となり、1990年まで務めた。引退後、第22回党大会（2000年）で名誉役員に推された。その他、「国領五一郎を顕彰する京都の会」の会長・顧問を務めた。2017年8月2日、死去。89歳没。

## 国政選挙歴
- 1972年 - 第33回衆議院議員総選挙（京都府第1区）62,414票 1期目の当選
- 1976年 - 第34回衆議院議員総選挙（京都府第1区）46,142票 落選
- 1978年 - 第10回参議院議員補欠選挙（京都府選挙区）238,409票 次点落選
- 1979年 - 第35回衆議院議員総選挙（京都府第1区）51,299票 2期目の当選
- 1980年 - 第36回衆議院議員総選挙（京都府第1区）50,763票 次点落選
- 1983年 - 第37回衆議院議員総選挙（京都府第1区）47,135票 3期目の当選
- 1986年 - 第38回衆議院議員総選挙（京都府第1区）46,099票 次点落選
- 1990年 - 第39回衆議院議員総選挙（京都府第1区）48,719票 次点落選

## 著書
- （編著）『七〇年代の革新自治体――京都における教訓と展望』汐文社、1972年
- 『革新の本流』京都民報社、1975年
- 『京の夢はでっかい』かもがわ出版、1988年 ISBN 978-4906247349